# Pouilly-sous-Charlieu

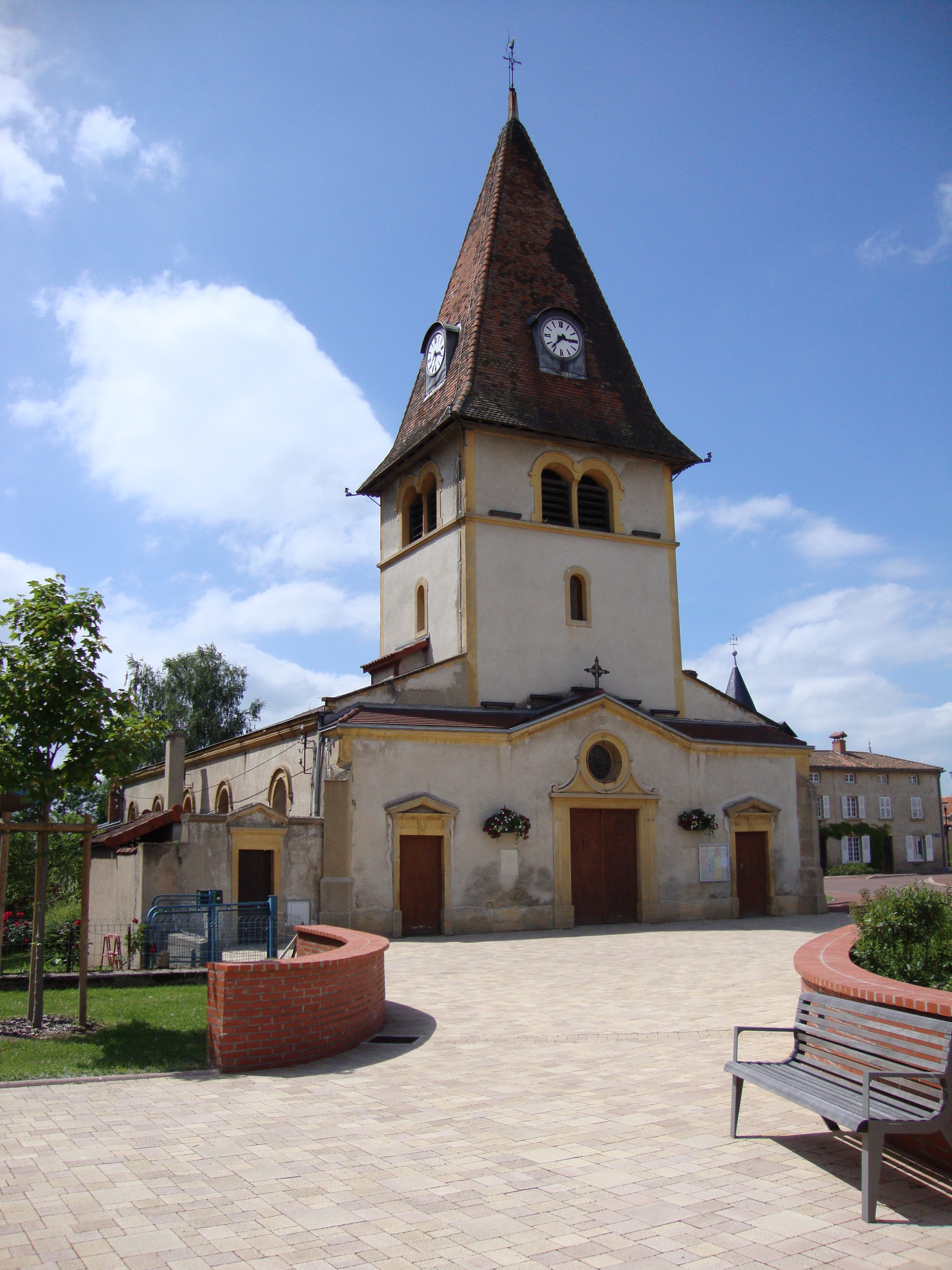
Kościół w Pouilly-sous-Charlieu, 2010

Pouilly-sous-Charlieu – miejscowość i gmina we Francji, w regionie Owernia-Rodan-Alpy, w departamencie Loara.
Według danych na rok 1990 gminę zamieszkiwały 2834 osoby, a gęstość zaludnienia wynosiła 177 osób/km² (wśród 2880 gmin regionu Rodan-Alpy Pouilly-sous-Charlieu plasuje się na 316. miejscu pod względem liczby ludności, natomiast pod względem powierzchni na miejscu 714.).